# كيب ماركوس
كيب ماركوس (بالإنجليزية: Kipp Marcus)‏ هو كاتب سيناريو ومنتج أفلام وممثل أمريكي، ولد في 19 يناير 1970 في مانهاتن في الولايات المتحدة.

## وصلات خارجية
- كيب ماركوس على موقع IMDb (الإنجليزية)
- كيب ماركوس على موقع ألو سيني (الفرنسية)
- كيب ماركوس على موقع أول موفي (الإنجليزية)
- كيب ماركوس على موقع قاعدة بيانات برودواي على الإنترنت (الإنجليزية)
- كيب ماركوس على موقع كينوبويسك (الروسية)